# كاميرون برايس
كاميرون برايس (بالإنجليزية: Cameron Bryce)‏ هو لاعب كرلنغ بريطاني، ولد في 20 يوليو 1995 في ليفينغستون في المملكة المتحدة.

## وصلات خارجية
- كاميرون برايس على موقع الاتحاد الدولي للكرلنغ (الإنجليزية)